# (2041) Lancelot
(2041) Lancelot (2523 P-L) – planetoida z pasa głównego asteroid okrążająca Słońce w ciągu 5,6 lat w średniej odległości 3,15 au. Odkryta 24 września 1960 roku.